# Cantonul Valderiès
Cantonul Valderiès este un canton din arondismentul Albi, departamentul Tarn, regiunea Midi-Pyrénées, Franța.

## Comune
- Andouque
- Crespin
- Crespinet
- Saint-Grégoire
- Saint-Jean-de-Marcel
- Saussenac
- Sérénac
- Valderiès (reședință)